# Signal und Schiene
Signal und Schiene war eine Fachzeitschrift für das Eisenbahnwesen in der Deutschen Demokratischen Republik. Ihr Schwerpunkt lag auf dem Eisenbahnbau sowie dem Sicherungs- und Fernmeldewesen.
Die ersten Jahrgänge erschienen als Beilage der Eisenbahner-Zeitschrift Fahrt frei. Die erste Ausgabe, im Umfang von 28 Seiten, erschien im Januar 1957. Wenige Jahre später wurde aus der Zeitschrift eine eigenständige Veröffentlichung, die im Transpress-Verlag publiziert wurde.
Ab 1978 erschien die bis dahin monatlich erscheinende Zeitschrift im zweimonatlichen Rhythmus.
Mitte der 1980er Jahre hatte die Zeitschrift 40.000 Abonnenten.
Das letzte Heft erschien, im 34. Jahrgang, 1990. Die Zeitschrift ging 1991 in den westdeutschen Fachzeitschriften Signal + Draht und Der Eisenbahningenieur auf, die während der deutschen Teilung in der DDR „aus Kontingentgründen“ nur wenige Leser hatte.
Sie trug zuletzt den Titel Fachzeitschrift für den Eisenbahnbau, die Streckenelektrifizierung sowie die Sicherungs-, Signal- und Prozeßautomatisierungstechnik der Deutschen Reichsbahn.
Die redaktionelle Arbeit wurde von einem Redaktionsbeirat begleitet, der 1957 neun und 1990 20 Mitglieder umfasste.